# Sirozythiella sydowiana
Sirozythiella sydowiana är en svampart som först beskrevs av Pier Andrea Saccardo, och fick sitt nu gällande namn av Franz Xaver von Höhnel 1909. Sirozythiella sydowiana ingår i släktet Sirozythiella, divisionen sporsäcksvampar och riket svampar.   Inga underarter finns listade i Catalogue of Life.